# Wohlenschwil
Wohlenschwil (schweizerdeutsch: ˈʋɔləʃˌʋiːl) ist eine Einwohnergemeinde im Schweizer Kanton Aargau. Sie gehört zum Bezirk Baden, liegt im Reusstal und ist bekannt als Schauplatz der Entscheidungsschlacht im Schweizer Bauernkrieg von 1653. Die heutige Gemeinde entstand 1906 durch die Fusion von Wohlenschwil und Büblikon.

## Geographie
Die Gemeinde besteht aus vier Siedlungen, die im letzten Viertel des 20. Jahrhunderts zusammengewachsen sind. Am nördlichsten liegt Reusstal (348 m ü. M.) unmittelbar am Ufer der Reuss, weiter südlich folgt Büblikon (359 m ü. M.), dann das eigentliche Dorf Wohlenschwil (374 m ü. M.) und schliesslich Oberberg (415 m ü. M.). Die Ortsteile bilden ein zwei Kilometer langes Siedlungsband entlang einer Endmoräne. Diese entstand in der Würmeiszeit durch den Rückzug des Reussgletschers und weist zahlreiche Findlinge auf. Südlich von Oberberg geht sie in die steile Nordflanke des Wagenrains über, einem Hügelzug zwischen Reuss- und Bünztal.
Die Fläche des Gemeindegebiets beträgt 439 Hektaren, davon sind 156 Hektaren bewaldet und 78 Hektaren überbaut. Der höchste Punkt liegt auf 547 Metern auf dem Haneberg, einer Erhebung am Nordrand des Wagenrains, der tiefste auf 346 Metern an der Reuss. Nachbargemeinden sind Birrhard und Birmenstorf im Norden, Mellingen im Osten, Tägerig im Südosten, Hägglingen im Südwesten und Mägenwil im Westen.

## Geschichte
Wohlenschwil wurde wahrscheinlich zwischen 700 und 800 als Bauernsiedlung alamannischer Einwanderer gegründet, Büblikon wahrscheinlich bereits zwischen 600 und 700. In einer Klageschrift aus dem Jahr 893 erfolgte die erste urkundliche Erwähnung von Woleeswilare. In dieser Urkunde führte das Fraumünster in Zürich Personen aus dem niederen Adel auf, die sich widerrechtlich Abgaben angeeignet hatten, darunter auch solche aus Wohlenschwil und Umgebung. Der Ortsname stammt vom althochdeutschen Walaheswilari und bedeutet «Hofsiedlung des Walah»; dabei bezeichnet Walah einen «welschen» (gallorömischen) Vorfahren oder Vorsiedler. Die erste Erwähnung von Büblikon (als Buoblinchon) geschah erst 1250.

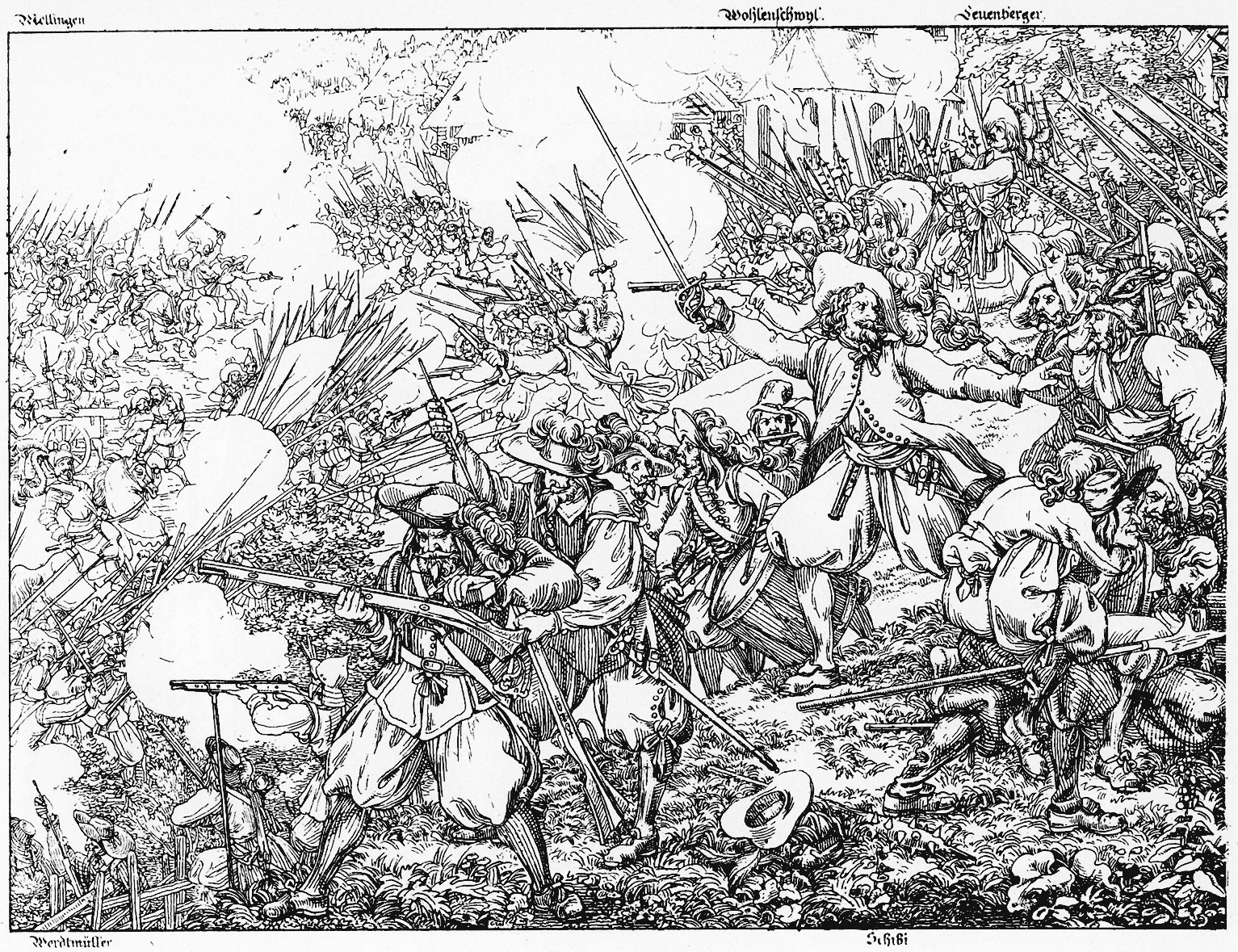
Heroisierende Darstellung der Schlacht bei Wohlenschwil von Martin Disteli

Historisches Luftbild von Werner Friedli von 1964

Bis zum 13. Jahrhundert stiegen die Grafen von Kyburg zur dominierenden Macht im Aargau auf. Als das Geschlecht erlosch, gingen ihre Besitztümer 1273 an die Habsburger über. Ein bedeutender Grundbesitzer war im Hochmittelalter das Kloster Königsfelden in Windisch. 1415 eroberten die Eidgenossen den Aargau. Wohlenschwil gehörte nun zu den Freien Ämtern, einer gemeinen Herrschaft. Die Dörfer Mägenwil, Büblikon und Wohlenschwil sowie der Weiler Eckwil bildeten das Amt Büblikon, das von einem Untervogt verwaltet wurde. 1529 trat die Bevölkerung zur Reformation über, musste aber 1531 nach der Niederlage der reformierten Orte im Zweiten Kappelerkrieg wieder die katholische Konfession annehmen.
1653 brach aufgrund einer durch den Dreissigjährigen Krieg verursachten Wirtschaftskrise und gesteigerter Machtansprüche der «gnädigen Herren» der Schweizer Bauernkrieg aus, das Zentrum der Unruhen lag dabei im Entlebuch und im Emmental. Das schlecht ausgerüstete Bauernheer mit 20'000 Mann zog gegen Zürich und schlug sein Lager westlich von Mägenwil auf. Von Osten her rückten die 9'000 Mann starken Truppen der Zürcher Obrigkeit unter General Konrad Werdmüller vor, die das Städtchen Mellingen besetzten. Am 3. Juni 1653 kam es bei Wohlenschwil zu einem Gefecht, wobei die Zürcher gezielt Brände legten. Wohlenschwil brannte bis auf vier Häuser nieder, mitsamt der Kirche. Am Tag darauf gaben die Bauernführer Niklaus Leuenberger und Christian Schybi auf und unterzeichneten den «Mellinger Frieden». Die aufrührerischen Bauern wurden hart bestraft und sämtliche zerstörten Gebäude in Wohlenschwil und Büblikon auf Kosten der kriegführenden Orte wieder aufgebaut.
Im März 1798 nahmen die Franzosen die Schweiz ein und riefen die Helvetische Republik aus. Wohlenschwil und Büblikon waren daraufhin Gemeinden im kurzlebigen Kanton Baden, ab 1803 gehörten sie zum Kanton Aargau. Am 7. November 1830 nahmen 3'000 bis 4'000 Personen an einer Volksversammlung in Wohlenschwil teil. Solche Volkstage oder Landsgemeinden, die nach der französischen Julirevolution von 1830 in mehreren Kantonen stattfanden, leiteten die Regeneration ein. Mit den führenden Politikern Karl Rudolf Tanner und Johann Martin Geissmann wollte man gewaltlos die Restaurationsverfassung revidieren. Dies führte zur ersten demokratischen Verfassung des jungen Kantons Aargau.
Bis 1850 stieg die Bevölkerungszahl um mehr als das Doppelte an. Viele Einwohner verarmten und wurden von der Gemeinde Wohlenschwil, die mit finanziellen Sorgen zu kämpfen hatte, zur Auswanderung nach Übersee gedrängt. Büblikon hingegen betrieb keine aktive Auswanderungspolitik. Da kam 1872 die Ankündigung der Nationalbahn, in unmittelbarer Nähe eine Eisenbahnstrecke zu bauen, gerade recht. Wohlenschwil und Büblikon beteiligten sich am Aktienkapital. Die Bahnstrecke Zofingen–Wettingen mit der Reussbrücke bei Wohlenschwil nahm am 6. September 1877 den Betrieb auf. Doch schon ein Jahr später musste die Gesellschaft Konkurs anmelden. Zwar hatten die beiden Gemeinden weniger stark unter der Schuldenlast zu leiden als das benachbarte Mägenwil, doch machte sich dieses Fiasko noch jahrzehntelang in den Gemeindefinanzen bemerkbar. Nicht zuletzt deshalb wurden beide Gemeinden nach einem Beschluss des Aargauer Kantonsparlaments am 1. Januar 1906 gegen ihren Willen fusioniert.
Viele Jahrzehnte lang stagnierte die Einwohnerzahl der fusionierten Gemeinde. Trotz der nahen Autobahn, die 1970 eröffnet worden war, setzte erst ab Mitte der 1980er Jahre eine verstärkte Bautätigkeit ein. Wohlenschwil und Büblikon wuchsen allmählich zusammen. Im Gegensatz zu Mägenwil und Mellingen liessen sich hier keine grossen Industriebetriebe nieder, dazu fehlte eine flache und ausreichend grosse Industriezone.

## Sehenswürdigkeiten

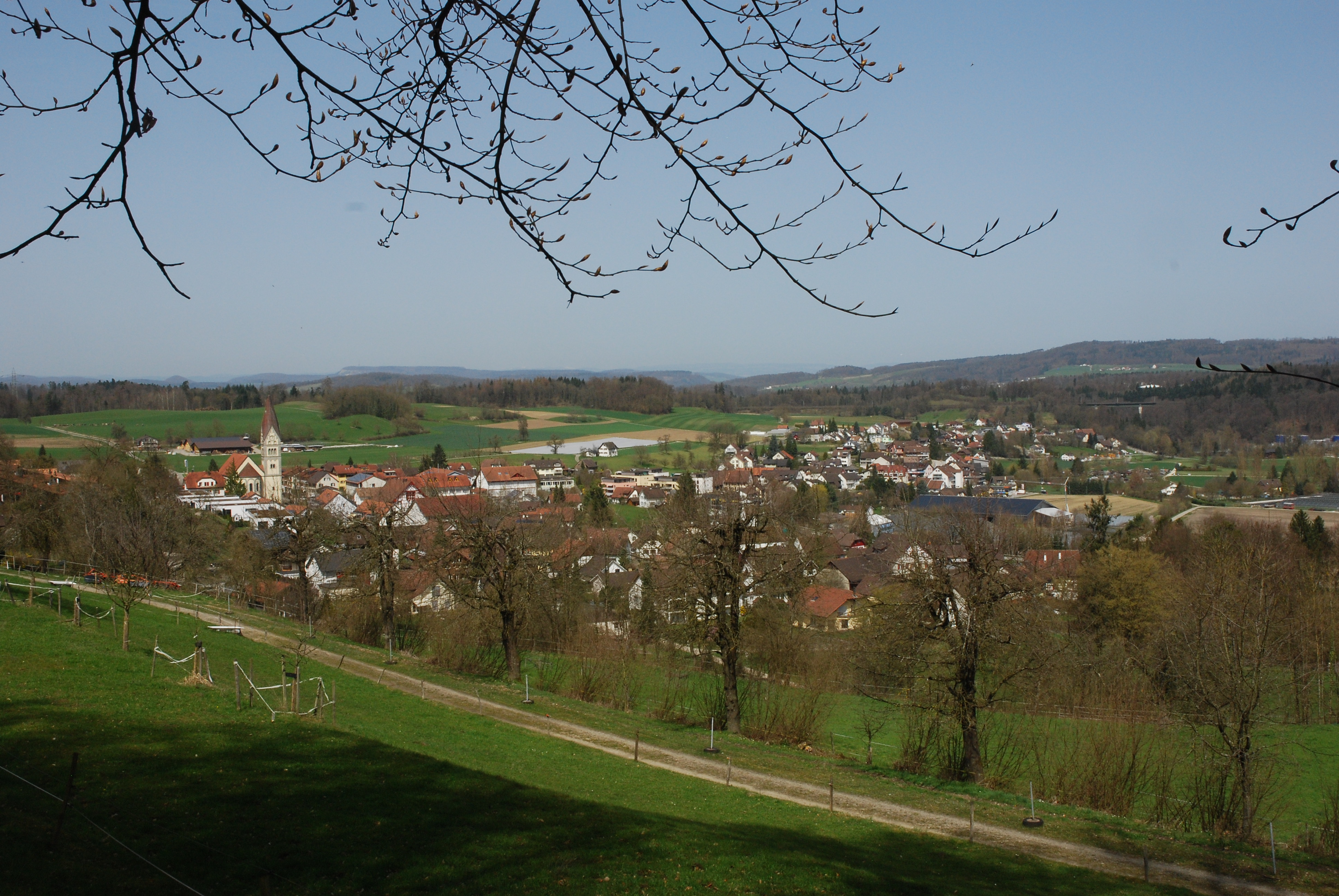
Blick auf Wohlenschwil vom Oberberg

Die Alte Kirche St. Leodegar im Dorfzentrum Wohlenschwils stammt ursprünglich aus dem 12. Jahrhundert. Nach dem Bauernkrieg von 1653 wurde das zerstörte Gebäude neu errichtet, 1742/43 erhielt es sein heutiges barockes Aussehen, und 1830 folgte der Umbau des Kirchturms. Das Gebäude erwies sich als zu klein, weshalb die Kirchgemeinde 1907/08 rund 200 Meter westlich davon eine neue Kirche im neuromanischen Stil errichten liess. Die Alte Kirche blieb bestehen und ist seit 1947 unter Denkmalschutz. Von 1955 bis 1993 beherbergte sie das Schweizerische Bauernmuseum, seither wird sie als Kulturzentrum genutzt.
Das organisch gewachsene Dorfzentrum hat sich im Wesentlichen bis heute bewahrt. Um den weiträumigen Dorfplatz gruppieren sich die Alte Kirche, das Pfarrhaus sowie mehrere Gebäude aus dem 18. und frühen 19. Jahrhundert. Am östlichen Dorfrand befindet sich der «Lindenhof», der 1793 als Landsitz des Wohlenschwiler Untervogts errichtet wurde. In dem frühklassizistischen Giebelbau war bis 1862 eine Gaststätte eingerichtet.

## Wappen
Die Blasonierung des Gemeindewappens lautet: «In Rot kreuzweise gestellt weisse Muskete mit gelbem Schaft und weisse Stützgabel mit gelbem Stiel, überhöht von gesichteter gelber Sonne.» Die Waffen erinnern an die Entscheidungsschlacht des Schweizer Bauernkrieges. Die Sonne weist auf den Sunnenhübel hin, den Ort der Schlacht. Eingeführt wurde das Wappen 1952 im Hinblick auf den 300. Jahrestag der Schlacht.

## Bevölkerung
Die Einwohnerzahlen entwickelten sich wie folgt:
| Jahr      | 1799 | 1850 | 1900 | 1930 | 1950 | 1960 | 1970 | 1980 | 1990 | 2000 | 2010 | 2020 |
| Einwohner | 373  | 817  | 614  | 752  | 702  | 679  | 762  | 839  | 1068 | 1263 | 1434 | 1677 |

Am 31. Dezember 2023 lebten 1867 Menschen in der Gemeinde Wohlenschwil, der Ausländeranteil betrug 23,3 %. Bei der Volkszählung 2015 bezeichneten sich 41,6 % als römisch-katholisch und 20,9 % als reformiert; 37,5 % waren konfessionslos oder gehörten anderen Glaubensrichtungen an. 92,7 % gaben bei der Volkszählung 2000 Deutsch als ihre Hauptsprache an, 1,1 % Serbokroatisch, 1,0 % Italienisch und 0,8 % Französisch.

## Politik und Recht
Die Versammlung der Stimmberechtigten, die Gemeindeversammlung, übt die Legislativgewalt aus. Ausführende Behörde ist der fünfköpfige Gemeinderat. Er wird im Majorzverfahren vom Volk gewählt, seine Amtsdauer beträgt vier Jahre. Der Gemeinderat führt und repräsentiert die Gemeinde. Dazu vollzieht er die Beschlüsse der Gemeindeversammlung und die Aufgaben, die ihm vom Kanton zugeteilt wurden. Für Rechtsstreitigkeiten ist in erster Instanz das Bezirksgericht Baden zuständig. Wohlenschwil gehört zum Friedensrichterkreis V (Mellingen).

## Wirtschaft
In Wohlenschwil gibt es gemäss der im Jahr 2015 erhobenen Statistik der Unternehmensstruktur (STATENT) rund 320 Arbeitsplätze, davon 17 % in der Landwirtschaft, 16 % in der Industrie und 67 % im Dienstleistungsbereich. Die meisten Erwerbstätigen sind Wegpendler und arbeiten im benachbarten Mägenwil oder in der Agglomeration Baden. Bis etwa 1930 wurde in einem Steinbruch südlich von Wohlenschwil Mägenwiler Muschelkalk abgebaut, die Menge war allerdings weit geringer als in Mägenwil und die Qualität um einiges schlechter.

## Verkehr
Wohlenschwil ist verkehrsmässig gut erschlossen. Die Gemeinde liegt an der Kantonsstrasse 268 zwischen Mellingen und Lenzburg. Der Durchgangsverkehr führt seit 1930 über eine Umfahrungsstrasse zwischen Wohlenschwil und Büblikon. Der Autobahnanschluss der A1 bei Mägenwil ist nur wenige Fahrminuten entfernt. Büblikon und Wohlenschwil werden durch die Postautolinie von Mägenwil zum Bahnhof Baden erschlossen. An Wochenenden verkehrt ein Nachtbus von Baden über Wohlenschwil nach Bremgarten.

## Bildung
Die Gemeinde besitzt zwei Schulhäuser, in denen der Kindergarten und die Primarschule untergebracht sind. Alle Oberstufen (Bezirksschule, Sekundarschule, Realschule) können in Mellingen besucht werden. Die nächstgelegenen Gymnasien sind die Kantonsschule Baden und die Kantonsschule Wettingen.

## Persönlichkeiten
- Adolf Socin (1859–1904), Germanist